# Африканская совка
Африканская совка (лат. Otus senegalensis) — вид птиц из рода совок. Обитает в Африке. Ареал составляет 13,5 миллионов квадратных километров, поэтому он считается «вызывающий наименьшие опасения». Выделяют два подвида. 

## Описание
Длина тела — 16-19 см, масса 45-100 г, размах крыльев — 40-45 см. Маленькая, стройная. Жёлтые глаза. Широкие, вертикальные перьевые ушки. Верхние части тела имеют полоски. Нижние части тела бледнее. Окраска такая, что саму сову очень трудно увидеть днём. Есть серая и коричневые морфы. Каждая из них имеет различия в сторону узоров на их перьях.

## Голос
Ночью, звуки этой совы похоже на рыки льва или крики гиены. Они также издают звук «прррп».

## Ареал
Распространены в Африке южнее Сахары до Южного Судана. Есть на острове Аннобон, также есть в Габоне.

## Образ жизни
Ночная. Обитает в саванне, лесах, парках, больших садах, и манграх.

## Размножение
Гнездится в дуплах. В начале сезона спаривания, трели самца совы повторяются всю ночь. Это моногамная птица. Самец зовёт самку к гнезду, поя из самого гнезда, созданного дятлом. Самка откладывает 2-3 яйца. Самка начинает инкубацию, когда она отложила второе яйцо. Это продолжается 24 дня пока самец приносит ей еду.

### Развитие птенца
Через 3 дня после вылупления птенцы открывают глаза, и выкармливаются самкой до того, как им исполняется 18 дней. Затем самка вылетает вместе с самцом для того, чтобы помочь супругу с охотой. Когда птенцам исполняется 3-4 недели, они вылетают из гнезда. Они сами пытаются добывать еду. Но самка всё равно продолжает их кормить до возраста 2 месяцев. Сами птенцы достигают половой зрелости в 8 месяцев.

## Питание
Диета составляет из больших насекомых, кузнечиков, жуков, моли, сверчков, пауков и скорпионов, но также может охотиться и на мелких позвоночных, в том числе грызунов, лягушек, гекконов, и маленьких птиц.

## Подвиды
Выделяют два подвида:
- Otus senegalensis senegalensis: Широко распространён в Африке под Сахарой.
- Otus senegalensis nivosus: Юго-Восточная Кения